# Finnmarksløpet 2023
Finnmarksløpet 2023 – wyścigi psich zaprzęgów Finnmarksløpet, które odbywały się w dniach 10–18 marca 2023. Zwycięzcami zostali Petter Karlsson w kategorii FL-1200, Harald Tunheim w kategorii FL-600 oraz Elisabeth Kristensen w kategorii FL-Junior.
Wyścigi we wszystkich trzech kategoriach miały status Mistrzostw Świata.

## Klasa otwarta
Wyścig w klasie otwartej odbywał się z maksymalnie 14 psami w zaprzęgu. Trasa miała ok. 1200 km długości. Tegoroczny zwycięzca wyścigu zostawał jednocześnie Mistrzem Świata 2024. W wyścigu wystartowało 33 maszerów, jednak do mety dotarło tylko 15.
Zasady wyścigu kazały każdej drużynie zrobić jedną 20-godzinną przerwę: najwcześniej na 2. punktym kontrolnym (Jergul), najpóźniej na 9. punkcie kontrolnym (Varangerbotn).

### Przebieg wyścigu
Wyścig zaczynał się i kończył w Alcie. Na trasie znajdowało się 12 punktów kontrolnych. Miała długość ok. 1200 km. Coroczne długości trasy i odległości między punktami kontrolnymi różnią się ze względu na warunki pogode i pokrywy śnieżnej.
| Punkt kontrolny | Punkt kontrolny | Odległość (od ostatniego punktu) | Odległość (od początku) |
| --------------- | --------------- | -------------------------------- | ----------------------- |
| 1.              | Kautokeino      | 168 km                           | 168 km                  |
| 2.              | Jergul          | 101 km                           | 279 km                  |
| 3.              | Levajok         | 122 km                           | 401 km                  |
| 4.              | Tana            | 100 km                           | 501 km                  |
| 5.              | Neiden          | 100 km                           | 601 km                  |
| 6.              | Övre Pasvik     | 78 km                            | 679 km                  |
| 7               | Kirkenes        | 86 km                            | 765 km                  |
| 8.              | Neiden          | 71 km                            | 836 km                  |
| 9.              | Varangerbotn    | 82 km                            | 918 km                  |
| 10.             | Levajok         | 70 km                            | 988 km                  |
| 11.             | Karasjok        | 83 km                            | 1071 km                 |
| 12.             | Jotka           | 82 km                            | 1153 km                 |
|                 | Alta            | 49 km                            | 1202 km                 |

Źródła punktów kontrolnych: .

### Zwycięzcy
Pierwsze miejsce zajął Petter Karlsson, wygrywając czwarty FL-1200 po raz trzeci. Drugie miejsce zajął Steinar Kristensen, natomiast trzecie Niklas Rogne.
| Miejsce | Imię i nazwisko    | Czas         |
| ------- | ------------------ | ------------ |
| I       | Petter Karlsson    | 6d 19h 35min |
| II      | Steinar Kristensen | +5h 4min     |
| III     | Niklas Rogne       | +13h 33min   |

## Klasa ograniczona
Wyścig rozpoczął się 11 marca 2023 roku. Każdy maszer mógł używać maksymalnie 8 psów.

### Przebieg trasy
Trasa miała długość ok. 570 km. Rozpoczynała i kończyła się w Alcie. Przebiegała przez następujące punkty kontrolne: Jotka, Jergul, Karasjok, Levajok, Skoganvarre, Jotka.

### Uczestnicy
W wyścigu startowało 73 maszerów. Pierwsze miejsce zajął Harald Tunheim, drugie Eskil Knag, trzecie Jan K. Heiberg. Tegoroczny zwycięzca wyścigu został jednocześnie Mistrzem Świata 2024.
| Miejsce | Imię i nazwisko | Czas         |
| ------- | --------------- | ------------ |
| I       | Harald Tunheim  | 2d 15h 33min |
| II      | Eskil Knag      | +2h 23 min   |
| III     | Jan K. Heiberg  | +3h 33 min   |

## Klasa junior
Wyścig rozpoczął się 11 marca 2024 roku. Tegoroczny zwycięzca wyścigu został jednocześnie Mistrzem Świata 2024.
W wyścigu startowało 9 maszerów.  Pierwsze miejsce zajęła Elisabeth Kristensen, drugie Ingeborg Nordseth, trzecie Ronja Marie Hørsandlien.
| Miejsce | Imię i nazwisko      | Czas      |
| ------- | -------------------- | --------- |
| I       | Elisabeth Kristensen | 1d 35min  |
| II      | Eline A. Andersen    | +12 min   |
| III     | Mina Hykkerud        | +1h 17min |